# Club Deportivo La Equidad
El Club Deportivo La Equidad és un club colombià de futbol de la ciutat de Bogotà.
Va ser fundat el 1982.

## Palmarès
- Primera B (1): 2006